# Metalfrio
A Metalfrio Solutions é produtora e fornecedora de soluções na indústria de refrigeração comercial. Faz comercialização direta ou por meio de distribuidores e representantes comerciais, localizados em 74 países nos cinco continentes.
Opera com cinco unidades industriais, sendo duas no Brasil, uma na Turquia, uma na Rússia e uma no México, além de diversos centros comerciais espalhados pelo mundo, tais como Brasil, Bolívia, Argentina, México, Estados Unidos, Indonésia, Nigéria, Turquia e Polônia, e três escritórios de serviços situados no Brasil, México e Turquia.
A Metalfrio Solutions reúne diferentes marcas de refrigeração comercial - Metalfrio, Derby, Caravell e Klimasan - para atender às diferentes necessidades e mercados. Contando com o mais completo portfólio de produtos de refrigeração comercial, a Metalfrio Solutions é hoje uma das maiores empresas de refrigeração do mundo e continua a crescer como resultado de uma forte política de expansão.

## História
Em seus mais de cinquenta anos de atuação, a história da Metalfrio pode ser dividida em três grandes fases:
A primeira se refere à época em que, no Brasil, a refrigeração comercial se dava apenas por importação de produtos ou de insumos para montagem. Esta também foi a época da fundação da Metalfrio. 

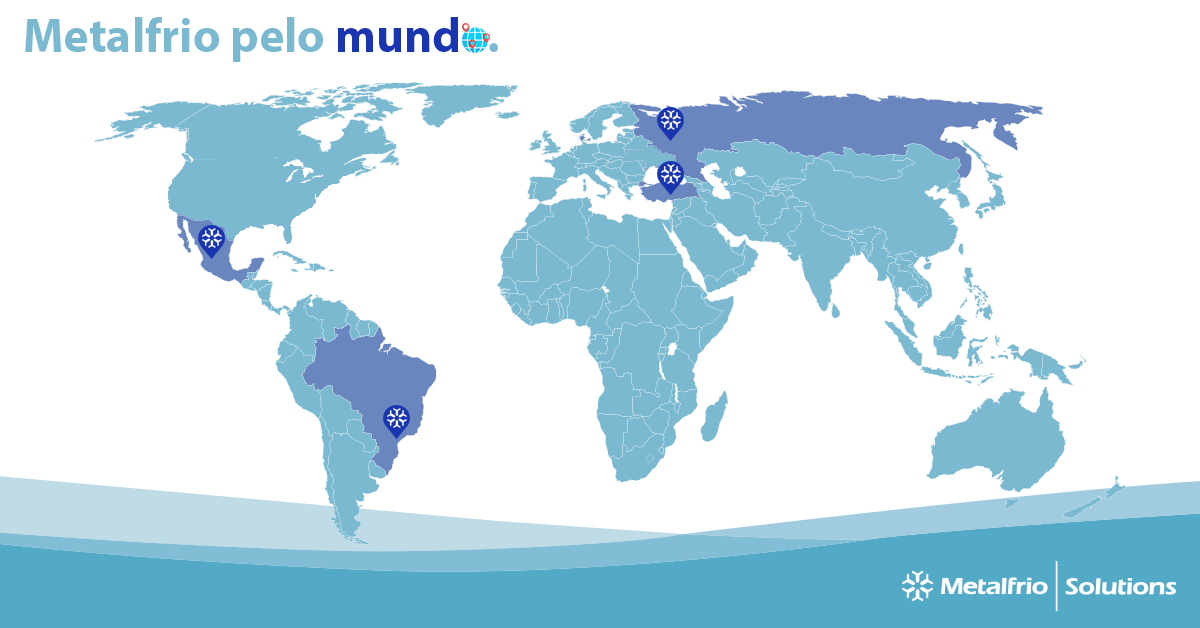
Unidades fabris da Metalfrio Solutions

Numa segunda fase, a Metalfrio atuou como departamento de grandes empresas que não tinham a refrigeração comercial como seu foco principal. 
Por fim, a terceira fase se deu a partir da criação da Metalfrio Solutions, que instaurou a independência da empresa e se transformou em uma empresa de capital aberto.  
A Metalfrio foi criada em 1960 para produzir componentes de sistemas de  refrigeração, mas logo mudou seu foco para atender às demandas específicas de seu mercado, impulsionada pelo crescimento dos grandes fabricantes mundiais de bebidas e sorvetes que se instalavam no Brasil.  
Em 1973, a empresa anunciou ao público novas instalações na cidade de São Paulo e no mesmo abriu sua primeira fábrica na capital paulista.  
Em 1976, foi a primeira empresa na América Latina a introduzir expositores verticais com portas de vidro antiembaçante e o sistema frost free.  
Em 1989, a fabricante de eletrodomésticos Continental 2001 adquiriu participação majoritária na Metalfrio. 
Em 1992, o grupo alemão BSH (Bosch Siemens Hausgeräte) adquiriu a Continental 2001 e o restante da participação no capital social da Metalfrio. A Metalfrio passou, então, a ser uma divisão da BSH, que investiu fortemente para torná-la a primeira unidade industrial ecologicamente projetada em seu setor na América Latina. Também nesse ano, foi a primeira a introduzir máquinas automáticas de venda (vending machines) no Brasil, em parceria com a Royal Vendors/Coinco (bebidas) e Polyvend (salgados). 
Em 1998, fez um investimento de US$7 milhões na construção da primeira fábrica de refrigeração comercial totalmente ecológica da América Latina. 
Em 2001, foi criada a Metalfrio Solutions, legal e totalmente independente, mas fazendo 100% parte do grupo BSH, com o objetivo de fortalecer o foco para seus clientes de refrigeração comercial. 
Em 2004, iniciou-se um novo ciclo da empresa que passou a pertencer a um grupo de empresários privados liderados por Marcelo Faria de Lima. A Metalfrio Solutions reafirmou sua posição de dominância no mercado de refrigeração comercial, ainda mais forte e mais capitalizada para atender e superar a demanda de seus clientes. 
Em 2005, depois de confirmar a receptividade de seus produtos no mercado europeu, a Metalfrio decidiu estabelecer na Turquia uma unidade industrial para a fabricação de refrigeradores destinados ao mercado europeu. 
Em 2006, a Metalfrio adquiriu ativos localizados na Dinamarca e na Rússia, anteriormente pertencentes à Caravell e Derby, parte de um dos grupos mais tradicionais do seu setor no mundo. Transformou-se, assim, em uma gigante global de refrigeração e construiu duas novas fábricas, uma no Brasil e outra na Turquia. Ainda em 2006, a companhia inaugurou uma nova plataforma industrial no estado do Mato Grosso do Sul, com o objetivo de adequar sua capacidade de produção à crescente demanda dos mercados brasileiro e latino-americano. 
Em 2007, a Metalfrio iniciou a fabricação de refrigeradores verticais em Manisa, na Turquia, com capacidade de produção de 160.000 unidades anuais. No mesmo ano, abriu seu capital, realizando o IPO na Bolsa de Valores de São Paulo, adquiriu as empresas Nieto e Enerfreezer no México, com capacidade de produção de 270.000 unidades anuais e reforçou sua estratégia de consolidação global com a aquisição de um centro de distribuição nos Estados Unidos. 
Em 2008, adquiriu a Senocak, controladora da Klimasan, marca líder em refrigeração comercial na Turquia, reforçando a estratégia de expansão global e o foco nos mercados emergentes, como a Europa Oriental e o Oriente Médio. Ainda nesse ano, fez um investimento em mais de R$ 22 milhões na expansão da fábrica de Três Lagoas, Mato Grosso do Sul, fazendo dessa unidade, uma referência dentro da indústria mundial de refrigeração comercial. 

Em 2009, a Metalfrio lançou no mercado das Américas o inovador modelo VK43. Com opção de gás refrigerante CO2, que reduz em 97% a emissão direta por refrigeradores de agentes que contribuem para o aquecimento global, o VK43 permite a troca de todo o conjunto de refrigeração em menos de 5 minutos, através da adoção do sistema de deck removível. 

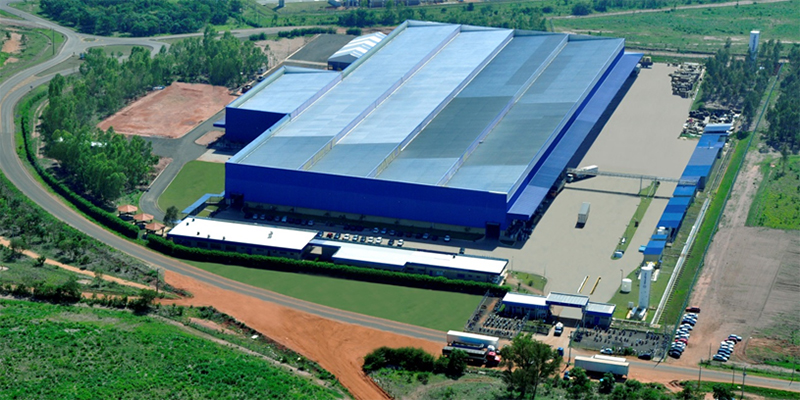
Fábrica Metalfrio Solutions na cidade de Três lagoas/MS

Atualmente, possui instalações produtivas no Brasil, no México, na Turquia e na Rússia, e centros de distribuição nos EUA, na Dinamarca e na Ucrânia. Sua rede, com mais de 340 distribuidores, vende 350 produtos diferentes em mais de 80 países, se tornando uma das 25 empresas brasileiras com mais negócios pelo mundo. Seu crescimento virou exemplo de sucesso na Fundação Dom Cabral, no Brasil, e na Northeastern University, nos Estados Unidos. Na busca do crescimento lucrativo pelo aumento de sua base de negócio com os clientes atuais, apresentaram-se duas alternativas: o crescimento geográfico e a introdução de novos produtos e serviços. Com isso à frente, a Metalfrio Solutions começou a trabalhar em ambas as frentes. 
Para o futuro próximo, a empresa se mostra disposta a uma maior internacionalização. A aquisição de 100% das ações da Senock/Klimasan, na Turquia, criou novas perspectivas de expansão do mercado da Europa e do Oriente Próximo. A ampliação da fábrica da Rússia se deu para abrir novas portas no extremo leste europeu. Quanto à Ásia, foi inaugurado um escritório em Jacarta, na Indonésia, em 2012.  